# Хочутино
Хочутино (рос. Хочутино) — присілок в Мещовському районі Калузької області Російської Федерації.
Населення становить 16 осіб. Входить до складу муніципального утворення Село Серпейськ.

## Історія
Від 2004 року входить до складу муніципального утворення Село Серпейськ.

## Населення
| 2002 | 2010 |
| ---- | ---- |
| 16   | →16  |